# Фелтон, Стив
Стив Фэлтон (с англ. Steve Felton) (Родился 6 декабря 1969 года, Кливленд, штат Огайо) — американский музыкант и барабанщик альтернативной метал группы Mushroomhead.

## Mushroomhead
Ещё до появления Mushroomhead Стив играл вместе с Джеффом Хэтриксом и Дэйвом Фелтоном в группе Hatrix, но позже вместе с Томом Шмитцом и Джеффом Хэтриксом основал группу Mushroomhead.

### Маски

#### Mushroomhead
Стив носил противогаз.

#### Superbuick
Также носил противогаз.

#### M3
После того как Mushroomhead изменили имидж, Стив носил X-Face маску с дредами.

#### XX
Носил латексную X-Face маску с дредами.

#### XIII
Носил ту же маску что и в XX.

#### Savior Sorrow
Маска сильно изменилась в сравнении с предыдущей. Приобрела более строгий вид.

#### Beautiful Stories for Ugly Children
Маска немного изменилась, увеличился разрез глаз.

#### Old School
Стив надевает на Old School выступления старые маски эпох альбомов Mushroomhead (1995), Superbuick (1996) и M3 (1999).

#### The Righteous & The Butterfly
Стив носит обновлённую маску, похожую на маску из предыдущего альбома группы.

## Дискография
- Mushroomhead — 1995
- Superbuick — 1996
- Remix 1997 — 1997
- M3 — 1999
- Remix 2000 — 2000
- XX — 2001
- XIII — 2003
- Savior Sorrow — 2006
- Beautiful Stories for Ugly Children — 2010
- The Righteous & The Butterfly — 2014
- A Wonderful Life — 2020

## Оборудование
- Барабаны — Tama Artstar Custom, Titanium Silver finish, Black hardware [1]
- 8"×8" Tom
  - 12"×10 Tom
  - 10"×9" Tom
  - 18"×16" Floor Tom
  - 22"×18" Bass drum (×2)
  - 14"×5.5" Starclassic Maple Snare
- Тарелки — Zildjian
- Материал
  - Toms — Remo Clear Pinstripes
  - Bass — Aquarian Superkick II
  - Hardware — Tama
  - IronCobra Power-Glide single pedal (×2)
  - IronCobra Lever-Glide hi-hat stand
  - Power Tower Rack System
  - 1st Chair Ergo-Rider drum throne
- Другое
  - Pro-Mark drum sticks
  - ddrum Pro Acoutic bass drum triggers